# Ranunculus seguieri
Ranunculus segueri je druh rostliny z čeledi pryskyřníkovité (Ranunculaceae).

## Popis
Jedná se o vytrvalou rostlinu dorůstající nejčastěji výšky 8–15 (zřídka až 25) cm s krátkým oddenkem, přízemní listy vyráží z podzemí. Lodyha je přímá, zpravidla bíle chlupatá, později olysává, na vrcholu pouze s jedním až třemi květy. Listy jsou střídavé, přízemní jsou krátce řapíkaté, lodyžní jsou s kratšími řapíky až přisedlé. Čepele přízemních listů jsou nejčastěji trojsečné, postranní úkrojky jsou dále členěné, prostřední úkrojek je krátce řapíkatý. Čepele jsou bíle huňaté, později olysávají. Květy jsou bílé, asi 20–25 mm v průměru. Kališních lístků je 5. Korunní lístky jsou bílé, je jich 5, někdy více (korunní lístky zmnožené). Kvete v červnu až v červenci. Plodem je nažka, která je asi 3–5 mm dlouhá, na vrcholu zakončená zobánkem. Nažky jsou uspořádány do souplodí. Počet chromozómů je 2n=16.

## Rozšíření
Ranunculus segueiri roste v horách jižní až střední Evropy. Roste v Kantaberském pohoří, Alpách, Apeninách a v horách JZ bývalé Jugoslávie. Většinou obsazuje bazické substráty. V České republice ani na Slovensku neroste.